# Paralobella
Genre
Paralobella est un genre de collemboles de la famille des Neanuridae.

## Distribution
Les espèces de ce genre se rencontrent en Asie.

## Liste des espèces
Selon Checklist of the Collembola of the World (version du 9 octobre 2019) :
- Paralobella apsala (Yosii, 1976)
- Paralobella breviseta Luo & Palacios-Vargas, 2016
- Paralobella erawan (Yosii, 1976)
- Paralobella khaochongensis (Yosii, 1976)
- Paralobella kinabaluensis (Yoshii, 1981)
- Paralobella orousseti Cassagnau & Deharveng, 1984
- Paralobella palustris Jiang, Luan & Yin, 2012
- Paralobella paraperfusa (Gapud, 1968)
- Paralobella penangensis (Yosii, 1976)
- Paralobella perfusa (Denis, 1934)
- Paralobella sabahna (Yosii, 1981)
- Paralobella selangorica (Yosii, 1976)
- Paralobella tianmuna Jiang, Wang & Xia, 2018

## Publication originale
- Cassagnau & Deharveng, 1984 : Collemboles des Philippines. 1. Les lobelliens multicolores de montagnes de Luzon. Travaux du Laboratoire d'Écobiologie des Arthropodes Edaphiques Toulouse, vol. 5, no 1, p. 1-11.